# واين باريت
واين باريت (بالإنجليزية: Wayne Barrett)‏ هو كاتب سير وصحفي أمريكي، ولد في 11 يوليو 1945 في نيو بريتن في الولايات المتحدة، وتوفي في 19 يناير 2017 في مانهاتن في الولايات المتحدة بسبب سرطان الرئة.